# Khalid Muneer
Khalid Muneer (ur. 24 lutego 1998 w Dosze) – katarski piłkarz, występujący na pozycji napastnika w katarskim klubie Al-Wakrah SC oraz w reprezentacji Kataru. Uczestnik Mistrzostw Świata 2022 (na których nie zagrał ani minuty), Złotego Pucharu CONCACAF 2023 oraz Pucharu Azji 2023.

## Statystyki

### Klubowe
Na podstawie:
Z niewspomnianych klubów - brak danych.
| Klub         | Sezonów | Liga               | Liga  | Liga   | Puchar krajowy | Puchar krajowy | Kontynentalne | Kontynentalne | Suma  | Suma   |
| Klub         | Sezonów | Liga               | Mecze | Bramki | Mecze          | Bramki         | Mecze         | Bramki        | Mecze | Bramki |
| ------------ | ------- | ------------------ | ----- | ------ | -------------- | -------------- | ------------- | ------------- | ----- | ------ |
| Al-Duhail SC | 1       | Qatar Stars League | 0     | 0      | 0              | 0              | 1             | 1             | 1     | 1      |
| Al-Wakrah SC | 5       | Qatar Stars League | 70    | 11     | 6              | 0              | –             | –             | 76    | 11     |
|              | Łącznie | Łącznie            | 70    | 11     | 6              | 4              | 1             | 1             | 77    | 12     |

### Reprezentacyjne
Na podstawie:
| Występy i gole w reprezentacji | Występy i gole w reprezentacji | Występy i gole w reprezentacji | Występy i gole w reprezentacji | Występy i gole w reprezentacji | Występy i gole w reprezentacji | Występy i gole w reprezentacji | Występy i gole w reprezentacji | Występy i gole w reprezentacji |
| Lp.                            | Data                           | Miasto                         | Przeciwnik                     | Wynik                          | Czas                           | Gole                           | Inne                           | Rozgrywki                      |
| ------------------------------ | ------------------------------ | ------------------------------ | ------------------------------ | ------------------------------ | ------------------------------ | ------------------------------ | ------------------------------ | ------------------------------ |
| 1.                             | 06.12.2021                     | Al-Chaur                       | Irak                           | 3:0 (0:0)                      | 60'–90'                        |                                | asysta                         | Puchar Narodów Arabskich 2021  |
| 2.                             | 29.03.2022                     | Doha                           | Słowenia                       | 0:0                            | 87'–90'                        |                                |                                | mecz towarzyski                |
| 3.                             | 26.08.2022                     | Wiener Neustadt                | Jamajka                        | 1:1 (0:0)                      | 71'–90'                        | 1                              |                                | mecz towarzyski                |
| 4.                             | 07.01.2023                     | Basra                          | Kuwejt                         | 2:0 (2:0)                      | 85'–90'                        |                                |                                | Puchar Zatoki Perskiej 2023    |
| 5.                             | 10.01.2023                     | Basra                          | Bahrajn                        | 1:2 (1:0)                      | 79'–90'                        |                                |                                | Puchar Zatoki Perskiej 2023    |
| 6.                             | 13.01.2023                     | Basra                          | Zjednoczone Emiraty Arabskie   | 1:1 (0:0)                      | 1'–59'                         |                                |                                | Puchar Zatoki Perskiej 2023    |
| 7.                             | 16.01.2023                     | Basra                          | Irak                           | 1:2 (1:2)                      | 1'–62'                         |                                |                                | Puchar Zatoki Perskiej 2023    |
| 8.                             | 09.07.2023                     | Arlington                      | Panama                         | 0:4 (0:1)                      | 82'–90'                        |                                |                                | Złoty Puchar CONCACAF 2023     |

## Sukcesy
Na podstawie:

### Klubowe
Brak ważniejszych osiągnięć.